# Clemence Sophia Harned Lozier

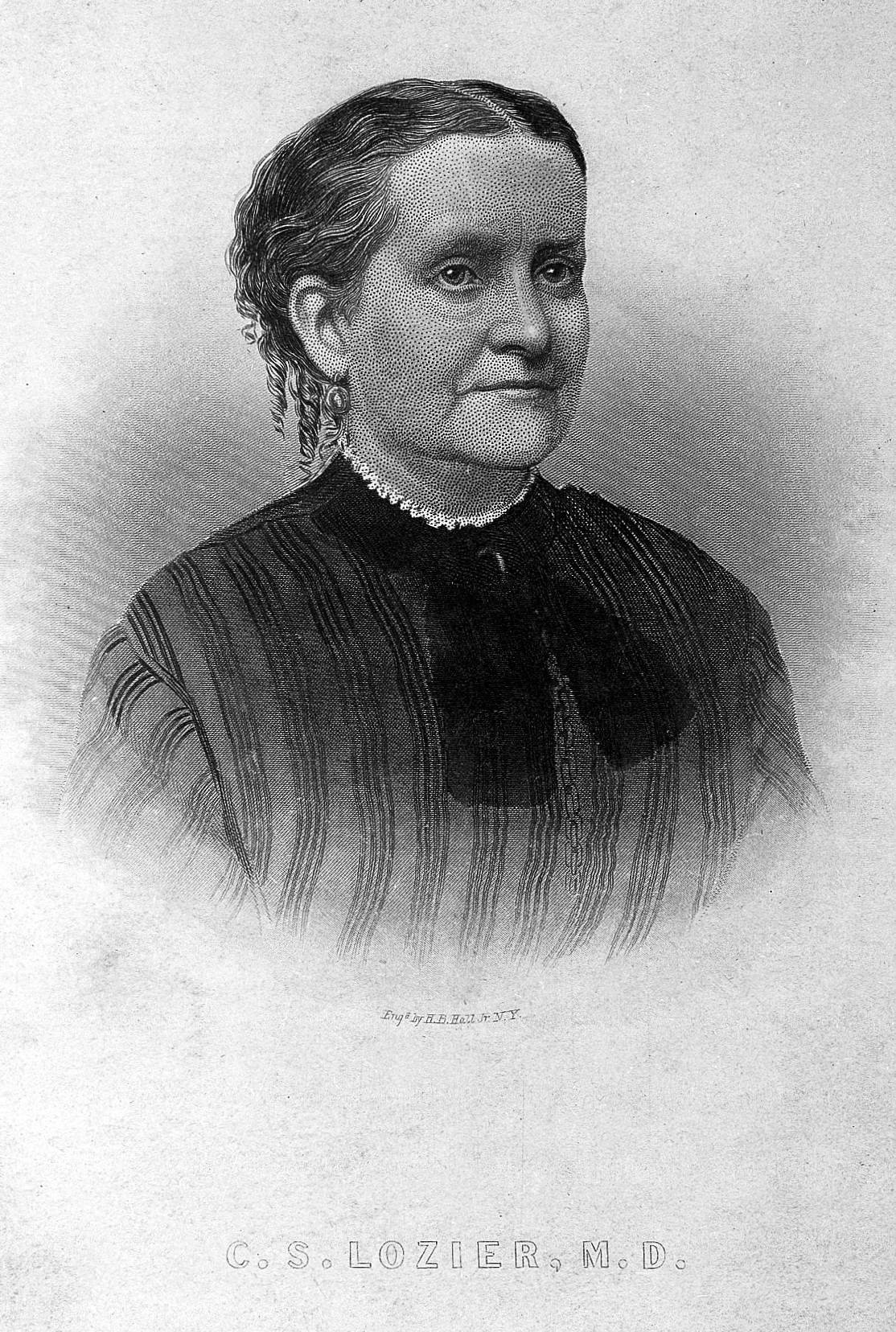
Clemence Sophia Harned Lozier, 1870

Clemence Sophia Harned Lozier (* 11. Dezember 1813 in Plainfield, New Jersey, Vereinigte Staaten; † 26. April 1888) war eine amerikanische Ärztin und Aktivistin. Sie gründete das New York Medical College und das Hospital for Women. Sie war Präsidentin der New York City Suffrage League und der National Woman Suffrage Association.

## Leben und Werk
Lozier war das jüngste von 13 Kindern des Bauern David Harned und Hannah Walker Harned. Ihre Mutter hatte Heiltechniken der amerikanischen Ureinwohner gelernt und behandelte die Kranken in ihrer Nachbarschaft mit traditioneller Medizin. Zwei der älteren Brüder von Lozier wurden als Arzt ausgebildet. Als mit 11 Jahren beide Eltern starben, lebte sie bei Verwandten und besuchte die Plainfield Academy. Mit siebzehn Jahren heiratete sie den Architekten Abraham Witton Lozier, der ihr ein Haus in New York City baute, wo sie bis 1837 lebten. Von ihren sieben Kindern überlebte einzig Abraham Witton Lozier Jr. Da ihr Ehemann schwer erkrankte, eröffnete sie 1832 eine Mädchenschule in ihrem Haus und unterrichtete Mädchen aus einigen der bekanntesten Familien New Yorks. In den nächsten zehn Jahren unterrichtete sie durchschnittlich 60 Schüler pro Jahr. Ihr Ehemann starb 1937 und sie studierte Medizin unter der Leitung ihres Bruders William Harned. Um 1844 zog sie nach Albany (New York) und heiratete John Baker, beantragte aber 1861 eine Scheidung und nahm erneut den Namen Lozier an.

## Medizinstudium
Sie wollte die medizinische Fakultät besuchen, aber Frauen wurden zu diesem Zeitpunkt nicht akzeptiert, so dass ihr Bruder sie weiterhin unterrichtete. Sie bewarb sich wiederholt an medizinischen Fakultäten und erlebte selbst am Geneva Medical College, an dem Elizabeth Blackwell 1949 ihren Abschluss erhalten hatte, viel Ablehnung. 1847 zog die Medizinische Fakultät von Fredonia, New York, nach Rochester, New York, und wurde zum Eclectic Medical Institute von New York, wo Lozier Beamte überredete, ihr die Teilnahme an medizinischen Vorlesungen zu ermöglichen. Sie gab ihren Lehrberuf auf und schließlich durfte sie 1849 Kurse am Central New York College in Rochester besuchen und wurde später am Syracuse Eclectic College zugelassen. 1853 schloss sie im Alter von 40 Jahren ihre Ausbildung mit Auszeichnung ab und kehrte dann in ihr Haus in New York City zurück. In einer Zeit, in der es praktisch keine medizinisch ausgebildeten Ärztinnen gab, eröffnete Lozier ihre Praxis, die sich auf Geburtshilfe und Chirurgie spezialisierte.
1860 begann Lozier in ihrem Haus Vorlesungen über Anatomie, Physiologie und Hygiene anzubieten, da diese Fächer nur selten für Frauen angeboten wurden, und es entstand die Idee einer medizinischen Hochschule für Frauen.

## New York Medical College und Hospital for Women
1863 beantragten sie und ihre Mitarbeiter, insbesondere Elizabeth Cady Stanton, beim New Yorker Gesetzgeber die Einrichtung einer medizinischen Hochschule für Frauen in New York City. Am 14. April 1863 wurde eine Charta für eine erste medizinische Hochschule für Frauen erteilt. Am 1. November 1863 wurde das New York Medical College für Frauen am Broadway mit sieben Studentinnen eröffnet. Die Fakultät umfasste acht Ärzte, vier Männer und vier Frauen. Lozier war Präsidentin des Kollegiums und Vorsitzende der Abteilung für Krankheiten von Frauen und Kindern.
Emily Schettler war 1864 die erste Absolventin.
Ebenfalls 1864 änderte der Gesetzgeber das ursprüngliche Gesetz und ein Krankenhaus wurde in das College aufgenommen, welches als New York Medical College und Hospital for Women bekannt wurde. 1867 reiste Lozier nach Europa, um dort Arztpraxen zu studieren. Als sie zurückkam, richtete sie einen neuen Lehrplan ein und organisierte die Fakultät neu. Sie wurde Dekanin des Colleges und Professorin für Geburtshilfe und Gynäkologie. In den nächsten 25 Jahren brachte die Schule mehr als 200 Absolventinnen in die medizinische Praxis in den USA und im Ausland. Das Krankenhaus der Schule war der erste Ort in New York, an den Frauen von Ärztinnen behandelt werden konnten, und die Klinik zog jedes Jahr bis zu 2.000 Patientinnen an. Lozier spendete im Laufe der Jahre große Summen ihres eigenen Geldes an das College und akzeptierte während ihrer langjährigen Tätigkeit nie ein Gehalt. Obwohl Frauen an Loziers Schule aufgenommen wurden, konnten diese selbst nach ihrem Abschluss nicht Mitglied der American Medical Association (AMA) werden. Die 1846 gegründete AMA nahm erst 1915 weibliche Mitglieder auf. Das New York Medical College und das Hospital for Women wurden 1918 geschlossen, als es vom New York Medical College und dem Fifth Avenue Hospital übernommen wurde.
Im Laufe der Jahre veröffentlichte Lozier auch einige medizinische Texte und trug gelegentlich zu medizinischen Fachzeitschriften bei. Ihre bekannteste Arbeit war eine Broschüre von 1870 mit dem Titel Child-Birth Made Easy.
Lozier veranstaltete monatlich Treffen der American Anti-Slavery Society in ihrem eigenen Haus und bot Afroamerikanern während der Juli-Unruhen von 1863 Zuflucht. Sie half Margaret Wilson Pryor bei der Gründung der Female Guardian Society, die Gefängnisse und arme Gegenden von New York besuchte, um misshandelten Frauen und Kindern zu helfen. Sie war eine bekannte Suffragistin und mit Elizabeth Cady Stanton befreundet. Sie kämpfte für das Recht ihrer Studentinnen, am Bellevue Hospital College an Kursen mit Männern teilzunehmen. Sie war Präsidentin vieler bekannter Organisationen, darunter der American Temperance League für Frauen, der Moral Education Society von New York, der National Woman Suffrage Association und der New York Woman’s Suffrage Society.

## Mitgliedschaften
- Homeopathic County Society
- Woman’s Christian Temperance Union
- National Woman Suffrage Association
- New York Suffrage League
- City Ladies’ Suffrage Committee
- Universal Peace Union
- New York Abolitionists’ Reunion
- American Female Guardian Society
- Moral Education Society